# Смедс, Кристиан
Томи Кристиан Смедс (фин. Tomi Kristian Smeds, 1 декабря 1970, Торнио) — финский драматург и театральный режиссёр, яркая фигура современной европейской сцены.

## Биография
В 1995 закончил Театральную академию в Хельсинки. С начала 1990-х ставил собственные пьесы. В 1996-2001 работал в хельсинкском театре Takomo, в 2001-2004 – в городском театре Каяани.  Ставил спектакли в разных странах Европы – в Германии, Франции, Бельгии, Венгрии, странах Балтии. В 2007 создал собственную театральную компанию Smeds Ensemble. Показывал свои работы на российских театральных фестивалях (Балтийский дом и др.).

## Избранные постановки
- 1997: Ибсен. Бранд
- 1998: Чехов. Дядя Ваня
- 2000: Бог есть красота (по одноименному роману Пааво Ринталы)
- 2003: Георг Бюхнер. Войцек
- 2004: Чехов. Три сестры
- 2005: Год зайца (по одноименному роману Арто Паасилинны)
- 2006: Грустные песни из сердца Европы (по роману Достоевского «Преступление и наказание»)
- 2007: Неизвестный солдат (по одноименному роману Вяйнё Линны)
- 2007: Чехов. Чайка
- 2008: Radio Doomsday (радио-шоу)
- 2009: Mental Finland
- 2009: Чехов. Вишневый сад ( (недоступная ссылка))
- 2010:  Мистер Вертиго (по одноименному роману Пола Остера ()
- 2011: Братья Карамазовы (по Достоевскому)

## Признание
Лауреат многочисленных национальных премий. Премия Европа – театру в номинации Новая театральная реальность (2011).